# رين (لعبة فيديو)
رين، هي لعبة فيديو يابانية من نوع مغامرات، وهي من تطوير أكواير وجابان ستوديو، ونشرها شركة سوني كمبيوتر إنترتنمنت، صدرت اللعبة في الأسواق سنة 2013، وتعمل حصراً على منصة بلاي ستيشن 3.

## طريقة اللعبة
وجب لشخصية الشبح الهروب من أعدائه في إحدى المدن القديمة أثناء هطول الأمطار.